# Coscineuta coxalis
Coscineuta coxalis är en insektsart som först beskrevs av Jean Guillaume Audinet Serville 1838.  Coscineuta coxalis ingår i släktet Coscineuta och familjen gräshoppor. Inga underarter finns listade i Catalogue of Life.